# Waterloo Bridge
Waterloo Bridge er en bil- og gangbro over Themsen i London mellem Blackfriars Bridge og Hungerford Bridge.
Den første bro på dette sted blev tegnet af John Rennie og åbnet i 1817 som en afgiftsbelagt bro. Før åbningen var den kendt som Strand Bridge. Broen blev nationaliseret i 1878, og afgiften blev fjernet. Den blev forstærket, efter at der var fundet alvorlige fejl i konstruktionen.
I 1920'erne var problemerne med broen øget, og Londons bystyre bestemte, at den skulle rives ned og erstattes af en ny konstruktion tegnet af Giles Gilbert Scott. Det nye spænd blev delvis åbnet i 1942 og fuldført i 1945. Det var den eneste bro, som blev skadet af tyske bomber under 2. verdenskrig.
Ved broens sydlige side er området kendt som South Bank, som inkluderer Royal Festival Hall, Waterloo Station, Queen Elizabeth Hall og Royal National Theatre. Den nordlige side går over Victoria Embankment, hvor vejen slutter sig til Strand og Aldwych ved Somerset House.